# Константин Балшич
Константин Балшич е владетел на град Круя в днешна северна Албания през 1394 – 1402 година.
Константин Балшич е син на Джурадж I Балшич, владетел на Зета от династията Балшичи, и Теодора Драгаш, дъщеря на велбъждския деспот Деян от династията Драгаши. След смъртта на баща си получава малко владение в Зета. През 1394 година османците го поставят за владетел на Круя като техен васал, съвместно с първата му братовчедка Елена Топия, за която се жени. През 1395 г. като турски васал заедно със Стефан Лазаревич участва в битката при Ровине срещу силите на влашкия воевода Мирчо Стари.
През 1402 година Константин Балшич е екзекутиран в Драч по неизяснени причини. Като владетел на Круя го наследява съпругата му. След смъртта му Елена Топия и синът им Стефан Балшич бягат във Венеция.

## Съименник и съвременник
Според българския изследовател Христо Матанов, често е бъркан (Лаоник Халкокондил и Юниус Рести) в по-късните хроники с Константин Драгаш.